# Lago

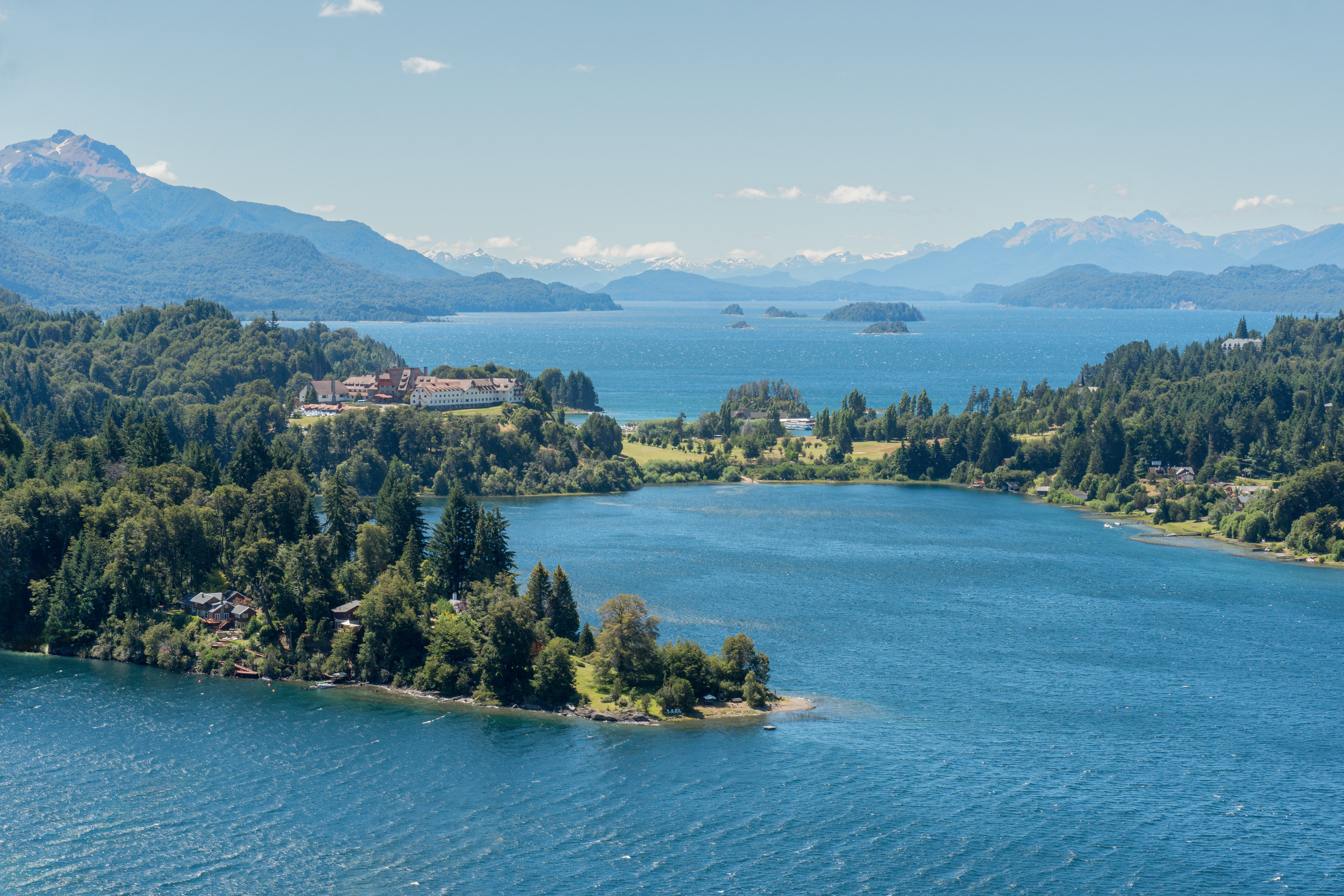
Lago Nahuel Huapi (al fondo) y lago Moreno (al frente) separados por la península Llao Llao en el municipio de Bariloche, provincia de Río Negro, Argentina.

Un lago es un cuerpo de agua generalmente dulce, que se encuentra separado del mar. El aporte de agua a todos los lagos viene de los ríos, arroyos, de aguas freáticas y precipitación. La distinción general entre estanques, lagunas y lagos es vaga, pero Brown afirma que los estanques y las lagunas tienen toda la superficie del fondo expuesta a la luz, mientras que los lagos no.
Los lagos se forman en depresiones topográficas creadas por una variedad de procesos geológicos como movimientos tectónicos, movimientos de masa, vulcanismo, formación de barras, acción de glaciares e incluso impactos de meteoritos. También existen lagos creados artificialmente por la construcción de una represa. 
Los grandes lagos que no tienen salida al mar son llamados también «mares cerrados», como el mar Caspio, que en realidad es una laguna, pero la regla no es clara, pues se habla del mar Muerto y del Gran Lago Salado. A veces se propone distinguir los mares de los lagos por el carácter del agua salada del mar y dulce de los lagos. Un ejemplo de un lago con salida al mar es el Lago de Maracaibo en Venezuela.
Los lagos son una importante reserva de agua dulce utilizada por los seres humanos para el riego de cultivos, como fuente de agua potable, y en algunos casos para producir energía eléctrica.

## Definición

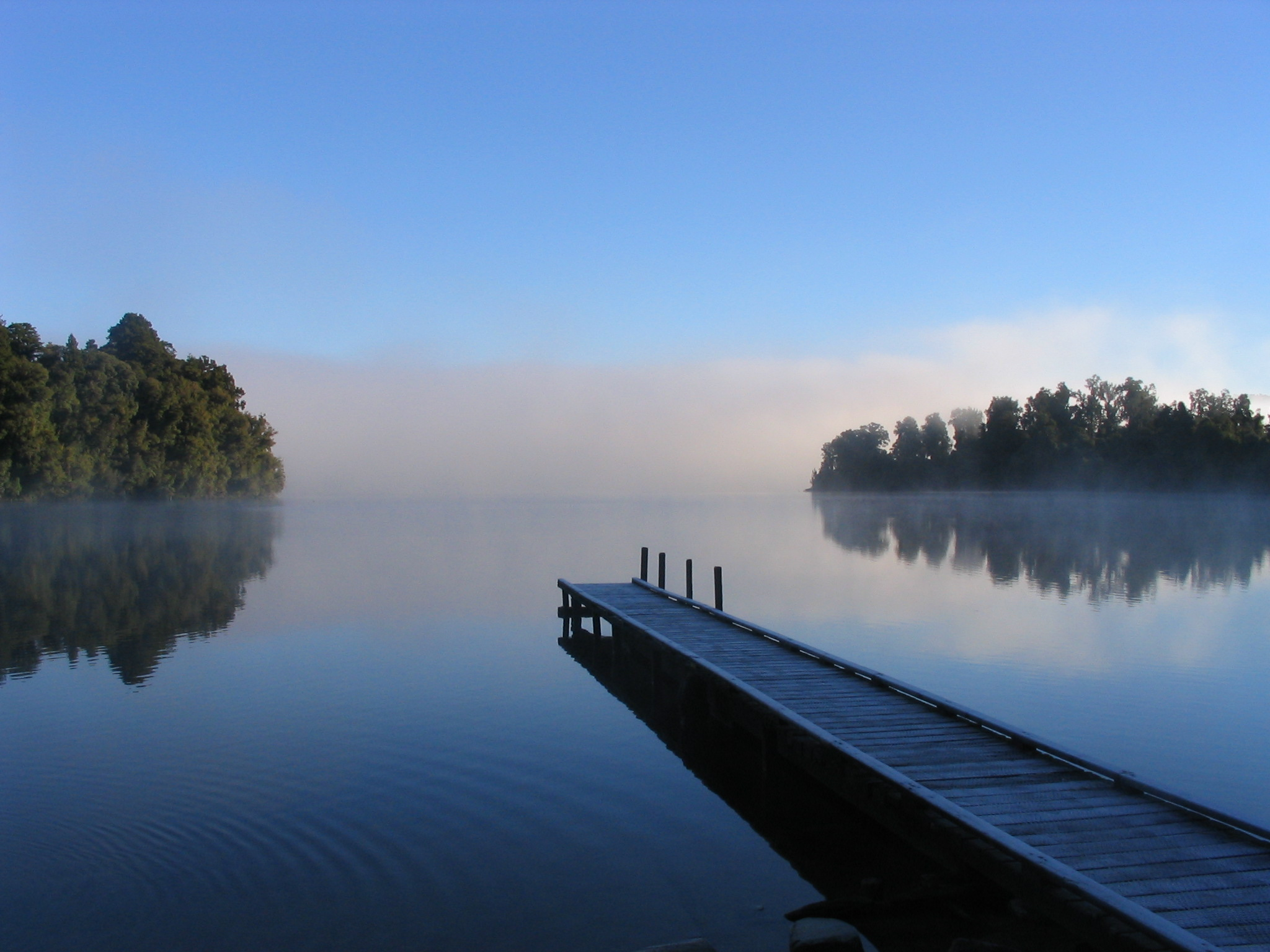
Lago Mapourika en Nueva Zelanda.

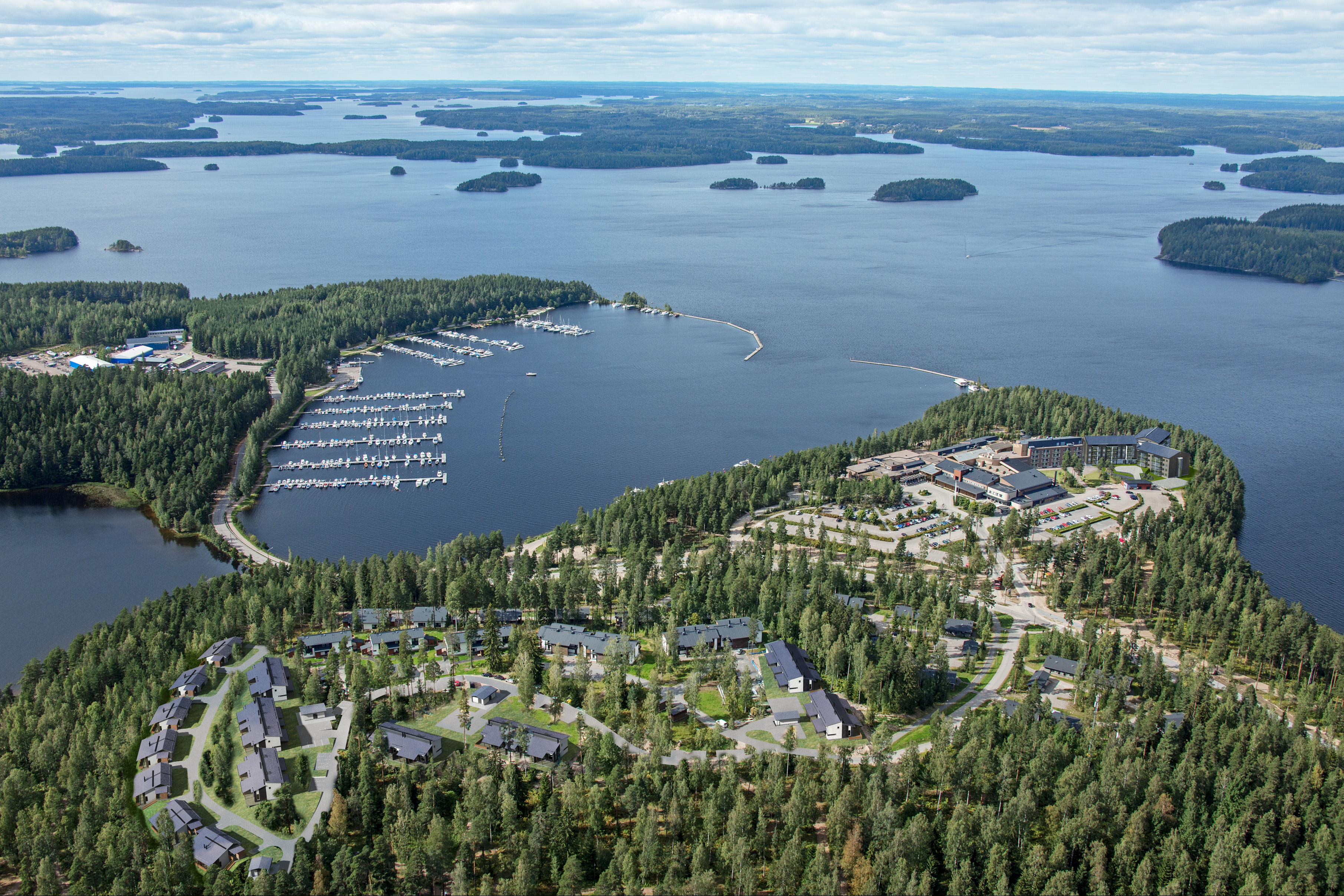
Lago Saimaa en Finlandia.

La palabra lago proviene del latín lacus, similar al protogermánico *lakō ('estanque, zanja, corriente de movimiento lento'), ambos de la raíz protoindoeuropea *leǵ- ('perder, drenar').
Existe una incertidumbre considerable sobre la definición de la diferencia entre lagos y lagunas/estanques, y ninguno de los dos términos tiene una definición aceptada internacionalmente a través de disciplinas científicas o fronteras políticas. Las definiciones simples basadas en el tamaño se utilizan cada vez más para separar lagunas y lagos. Las definiciones varían en los tamaños mínimos considerados para clasificar un cuerpo de agua léntico, algunas considerando un umbral de 2 hectáreas (5 acre): 331  u 8 hectáreas (19,8 acre) para diferenciar una laguna de un lago. El ecologista Charles Elton consideraba a los lagos como masas de agua de 40 hectáreas (99 acres) o más. En el uso común, muchos lagos se han denominado como lagunas, y un número menor de cuerpos de agua denominados como lago son, en un hecho casi técnico, lagunas. Un libro de texto ilustra este punto con lo siguiente: "En Terranova, por ejemplo, casi todos los lagos se llaman lagunas, mientras que en Wisconsin, casi todas las lagunas se llaman lagos".
Un libro de hidrología propone definir el término "lago" como un cuerpo de agua con las siguientes cinco características:
1. Llena parcial o totalmente una o varias cuencas conectadas por estrechos;
2. Tiene esencialmente el mismo nivel de agua en todas partes (excepto por variaciones relativamente breves causadas por el viento, la variación de la cubierta de hielo, grandes afluencias, etc.);
3. No tiene una intrusión regular de agua de mar;
4. Una parte considerable de los sedimentos suspendidos en el agua es captada por las cuencas (para que esto suceda, deben tener una relación caudal-volumen suficientemente pequeña);
5. El área medida en el nivel medio del agua excede un umbral elegido arbitrariamente (por ejemplo, una hectárea).

Con excepción del criterio 3, los demás han sido aceptados o desarrollados por otras publicaciones de hidrología.

## Distribución

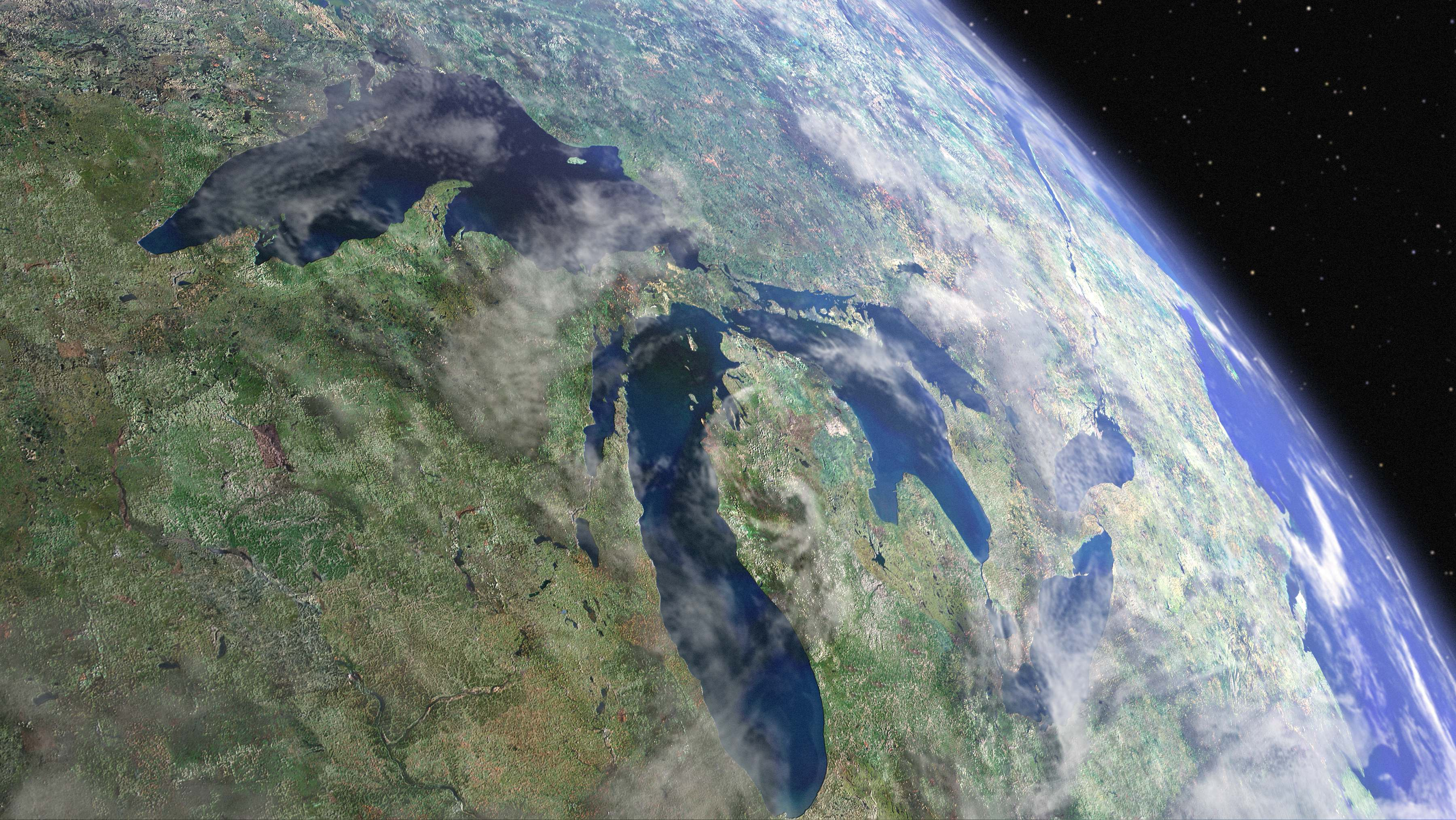
Vista satelital de los Grandes Lagos de Norteamérica en 2009

La mayoría de los lagos de la Tierra son de agua dulce y la mayoría se encuentran en el hemisferio norte en latitudes más altas. Canadá, con un sistema de drenaje trastornado, tiene un estimado de 31 752 lagos de más de 3 kilómetros cuadrados de superficie. Se desconoce el número total de lagos en Canadá, pero se estima en al menos 2 millones. Finlandia tiene 187 888 lagos de 500 metros cuadrados de área, o más, de los cuales 56 000 son grandes (10 000 metros cuadrados o más).
La cantidad de lagos en la Tierra es indeterminada, pues la mayoría son muy pequeños y no aparecen en mapas ni en imágenes satelitales. A pesar de esta incertidumbre, un gran número de estudios coinciden en que las lagunas pequeñas son mucho más abundantes que los grandes lagos. Por ejemplo, un estudio estima que la Tierra tiene 304 millones de lagos y lagunas, y que el 91% de estos tienen una superficie de 1 hectárea (2,5 acres) o menos. A pesar de la abrumadora abundancia de lagunas, casi toda el agua lacustre de la Tierra se concentra en menos de un centenar de grandes lagos; esto se debe a que el volumen de un lago se escala superlinealmente con su área.
Los lagos extraterrestres existen en el satélite Titán, que orbita alrededor del planeta Saturno. La forma de los lagos de Titán es muy similar a la de la Tierra. Anteriormente hubo lagos en la superficie de Marte, pero en la actualidad son lechos de lagos secos.

## Tipología por formación
Es posible deducir el origen de un lago si se observa su contorno. Un lago es un cuerpo de agua que permanece en un mismo lugar sin correr, ni fluir, en una depresión del suelo. Las depresiones lacustres se han formado a partir de una o varias fuerzas del subsuelo.
En 1957, G. E. Hutchinson publicó una monografía titulada A Treatise on Limnology, que se considera un hito para la discusión y clasificación de los principales tipos de lagos, su formación, características morfométricas y distribución. Hutchinson presentó en su publicación un análisis exhaustivo del origen de los lagos y propuso una clasificación ampliamente aceptada según cómo estos se formaron. Esta clasificación reconoce 11 tipos principales de lagos que se dividen en 76 subtipos. Los 11 tipos principales de lagos son:
- lagos tectónicos
- lagos volcánicos
- lagos glaciares
- lagos fluviales
- lagos de solución
- lagos de corrimiento
- lagos eólicos
- lagos costeros
- lagos orgánicos
- lagos antropogénicos
- lagos meteoríticos

### Lagos tectónicos

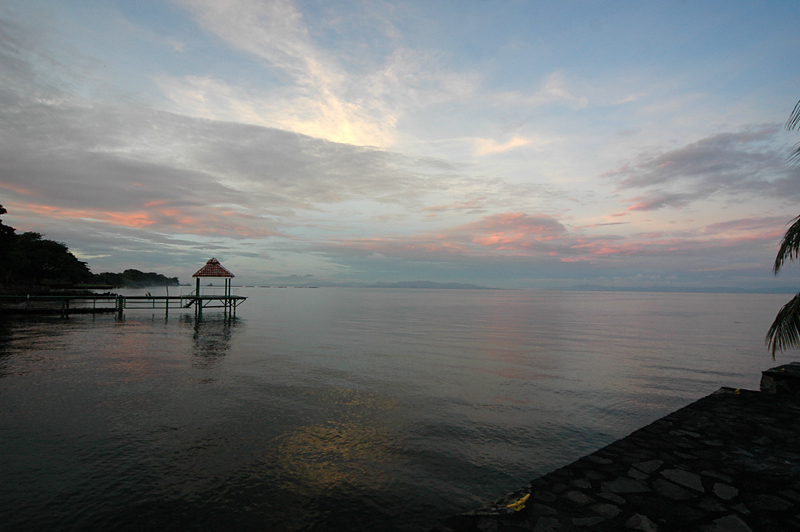
El lago Cocibolca en Nicaragua, el de mayor tamaño en América Central, es de origen tectónico

Los plegamientos de la corteza terrestre (litosfera) crean depresiones que dan cabida a los mayores lagos. La corteza se ondula debido a la presión, lo que provoca levantamientos redondeados llamados «domos». Entre dos domo se llega a formar una depresión, o «cubeta», en la que quedaría atrapado hasta un brazo de mar que se hunde y crea una fosa que suele contener algún lago muy profundo y muy antiguo. El lago Baikal, el más profundo del mundo, el lago Tanganica, el segundo más profundo, y el mar Muerto se formaron a raíz de esos poderosos movimientos tectónicos, ocurridos posiblemente hace más de 20 millones de años .

### Lagos volcánicos

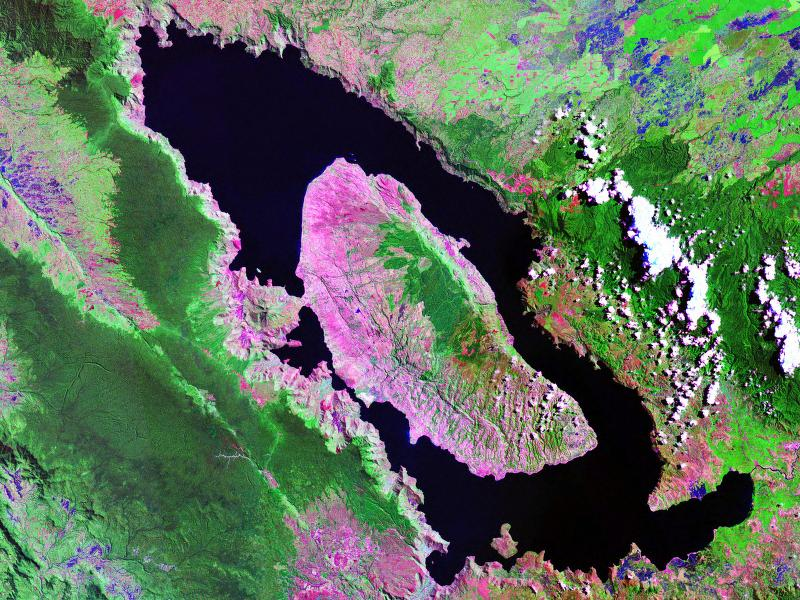
Lago Toba en Sumatra, formado tras una gran erupción volcánica

Los lagos volcánicos son lagos que ocupan depresiones locales, como cráteres y maars, o cuencas más grandes, como calderas, creadas por el vulcanismo. Al estallar a través de una abertura, el material fundido perfora cráteres en forma de vasija abombada que miden hasta 1.6 kilómetros de diámetro. Lagos de este tipo los hay en Centroamérica, Islandia, Italia, Alemania y Nueva Zelanda. Los lagos de caldera son mucho más grandes y se producen cuando el borde de un volcán se desploma hacia el interior de la cámara de magma vacía. En accesos de destrucción, los lagos de cráteres cubiertos de lodo y nieve se abren paso a través de sus bordes o nuevas explosiones que los hacen estallar. En Luzón, Filipinas hay un lago de cráter en el volcán Taal que a su vez está dentro de un lago de caldera. De todos los tipos de lagos, los volcánicos son los que suelen tener una forma más circular.
- Lago de cráter, formado en un cráter volcánico en zonas lluviosas y está influenciado química y térmicamente por el volcán. Ejemplos son el lago del Cráter de los Estados Unidos y muchos lagos de las islas Kuriles.
- Lago de caldera, formado en una caldera volcánica como, p. ej., el lago Toba de Indonesia con 100 km de longitud, el lago Cocibolca de Nicaragua que se formó en la caldera más grande del mundo y los lagos de Quilotoa y el Lago de los Dioses (Cuicocha en quichua) en Ecuador.
- Lago de lava, formado por lava derretida en un cráter volcánico o en depresiones circundantes, como el de la caldera del volcán Kīlauea en Hawái.
- Embalse volcánico. Las emanaciones de material volcánico pueden obstruir los valles de los ríos. Así se originó el lago Kivu, en África.

### Lagos glaciares

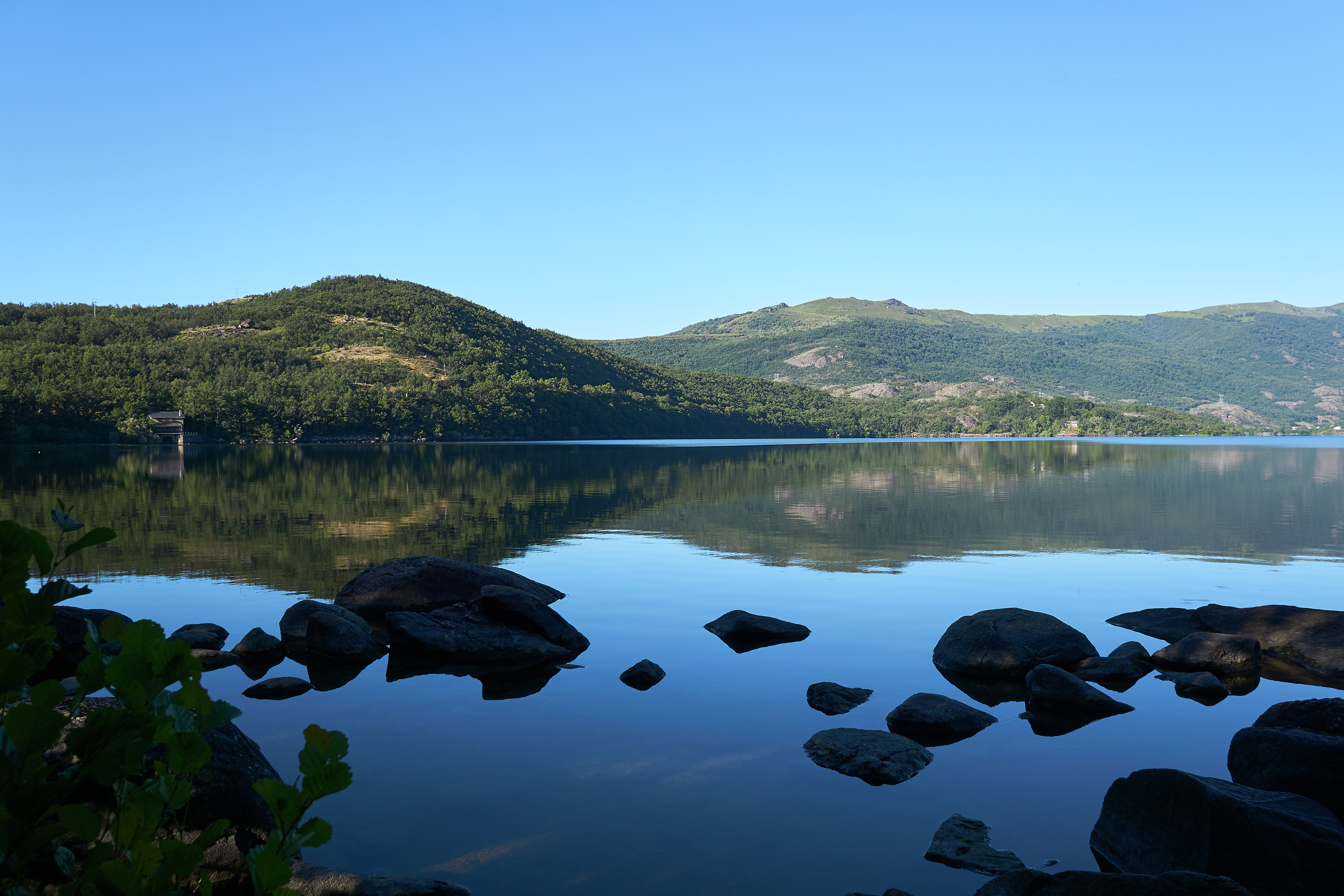
El lago de Sanabria en Zamora. España, es un lago glaciar.

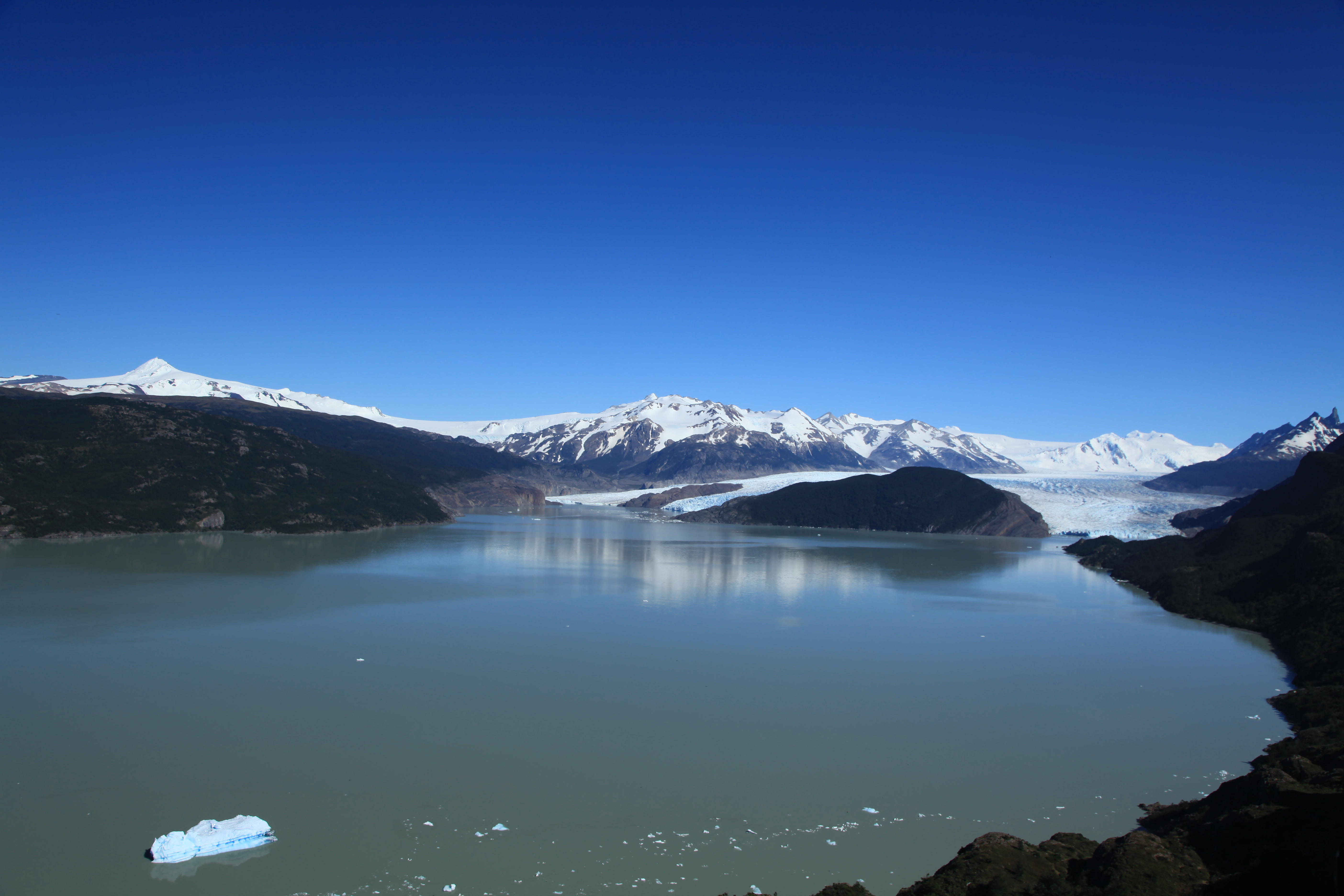
El lago Grey, en el sur de Chile, se forma a partir del derretimiento del glaciar homónimo.

Las glaciaciones han originado la mayoría de los lagos. En Canadá, Finlandia, partes de Escandinavia y los Alpes abundan los lagos cuya alineación señala el curso del flujo del hielo. Durante una glaciación ocurrida en zonas de latitudes elevadas, masas de hielo de hasta 5 km de espesor ahondaron la corteza. Conforme los glaciares avanzaban y retrocedían, el hielo, cortante por su carga de cristales, restregó el fondo de los valles, abrió cavidades entre los picos y formó barreras de detritos rocosos (morrenas). Estas últimas hicieron las veces de diques que atraparon el agua del deshielo y formaron lagos como los Lagos Finger de Nueva York y el de Lucerna, el de Como y el de Garda, en los Alpes. Los cinco Grandes Lagos (Canadá-Estados Unidos) se originaron en forma parecida, al término de la última glaciación, hace 15 000 años.
Tipos de lagos:
- Lago glaciar, producidos por la dinámica de gruesas capas de hielo (indlandsis) en terreno de poca pendiente durante el Pleistoceno, ocasionando depresiones y drumlins en el terreno. En Canadá, por ejemplo, se encuentra el 60 % de los lagos del mundo y la gran mayoría son glaciares, esto es debido a la red de drenaje que caracteriza este territorio. En Finlandia hay unos 180 000.[28]
- Lago proglacial, producido en un área periglaciar por el efecto de represa de una morrena (lago morrénico) o una presa de hielo que obstruye el drenaje del terreno o que es producto del hundimiento por la presión isostática. Común en cordilleras tropicales como los Andes, especialmente en la Cordillera Blanca del Perú en donde se ha construido unos 34 embalses para contenerlos de un peligroso colapso.
- Lago subglaciar, producidos por la presión bajo grandes glaciares que mantienen el agua líquida debajo del hielo. En la Antártida hay muchos lagos subglaciares, el lago Vostok es el mayor.[29]
- Fiordo de agua dulce, en donde la elevación del nivel del mar convierte antiguos fiordos glaciares en lagos con forma de canales, como el lago de Como, lago de Garda y otros lagos sudalpinos de Italia.
- Laguna lacustre, formada en una isla que a su vez está dentro de un lago, por ejemplo: el lago Manitou de la isla Manitoulin dentro del lago Hurón en Ontario, Canadá.

### Lagos fluviales

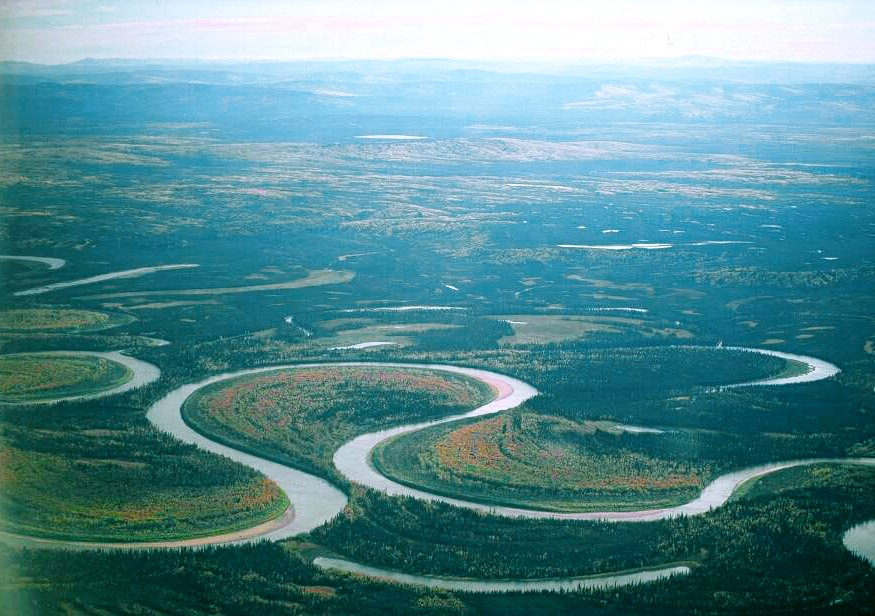
Brazos muertos del río Nowitna en Estados Unidos.

La fuerza de la corriente en llanos y planicies, abre meandros y dentro de estos se llegan a formar lagunas que tienen forma de herradura y a veces serpenteante. El limo o el desmoronamiento de la riberas de un río suele obstruir la salida de una cuenca, y con ello se corta el acceso de un afluente y se forma un lago. 
- Lago en herradura o brazo muerto, con forma de media luna, producido por la curva que deja un meandro abandonado de un río de planicie. Por ejemplo, la gran cantidad de lagos que acompañan los ríos amazónicos en Sudamérica, llamados cochas en Perú, o los billabongs australianos. Un río plano, esto es, con poca pendiente, tiende a tener un movimiento más lento de sus aguas, las que se desparraman en una forma sinuosa. El lado exterior de las curvas se erosiona más rápidamente que el lado interior, hasta que se forma una herradura y el río termina atravesando el cuello estrecho. Este nuevo pasaje luego forma el cauce principal del río y los extremos de la curva se llenan de sedimentos, formando así un lago en forma de arco, separado del río.[24][26][25][27]
- Lago aluvial, formado cuando hay retención de un río por depósitos aluviales en su propio curso, como en el caso de los lagos de Trento, Italia.[30]

### Lagos de solución

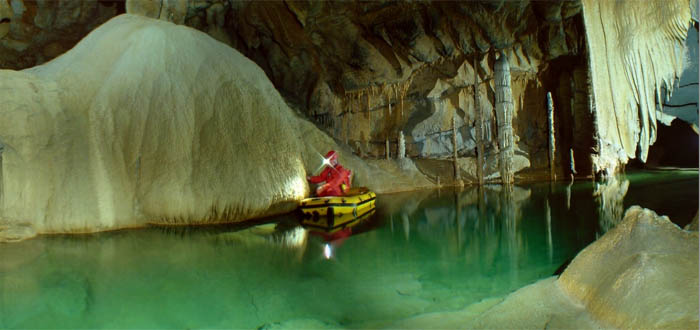
Uno de los 22 lagos subterráneos de Križna jama, Eslovenia.

Un lago de solución es un lago que ocupa una cuenca formada por la disolución superficial del lecho rocoso. En áreas sustentadas por lecho rocoso soluble, su solución por precipitación y percolación de agua comúnmente produce cavidades. Estas cavidades colapsan con frecuencia para formar sumideros que forman parte de la topografía kárstica local. Donde el agua subterránea se encuentra cerca de la superficie del suelo, un sumidero se llenará de agua como un lago de solución. Si dicho lago consiste en una gran área de agua estancada que ocupa una extensa depresión cerrada en piedra caliza, también se le llama lago kárstico. Los lagos de solución más pequeños que consisten en un cuerpo de agua estancada en una depresión cerrada dentro de una región kárstica se conocen como lagunas o estanques kársticos. Las cuevas de piedra caliza a menudo contienen charcos de agua estancada, que se conocen como lagos subterráneos. Los ejemplos clásicos de lagos de disolución abundan en las regiones kársticas de la costa dálmata de Croacia y en gran parte de Florida.

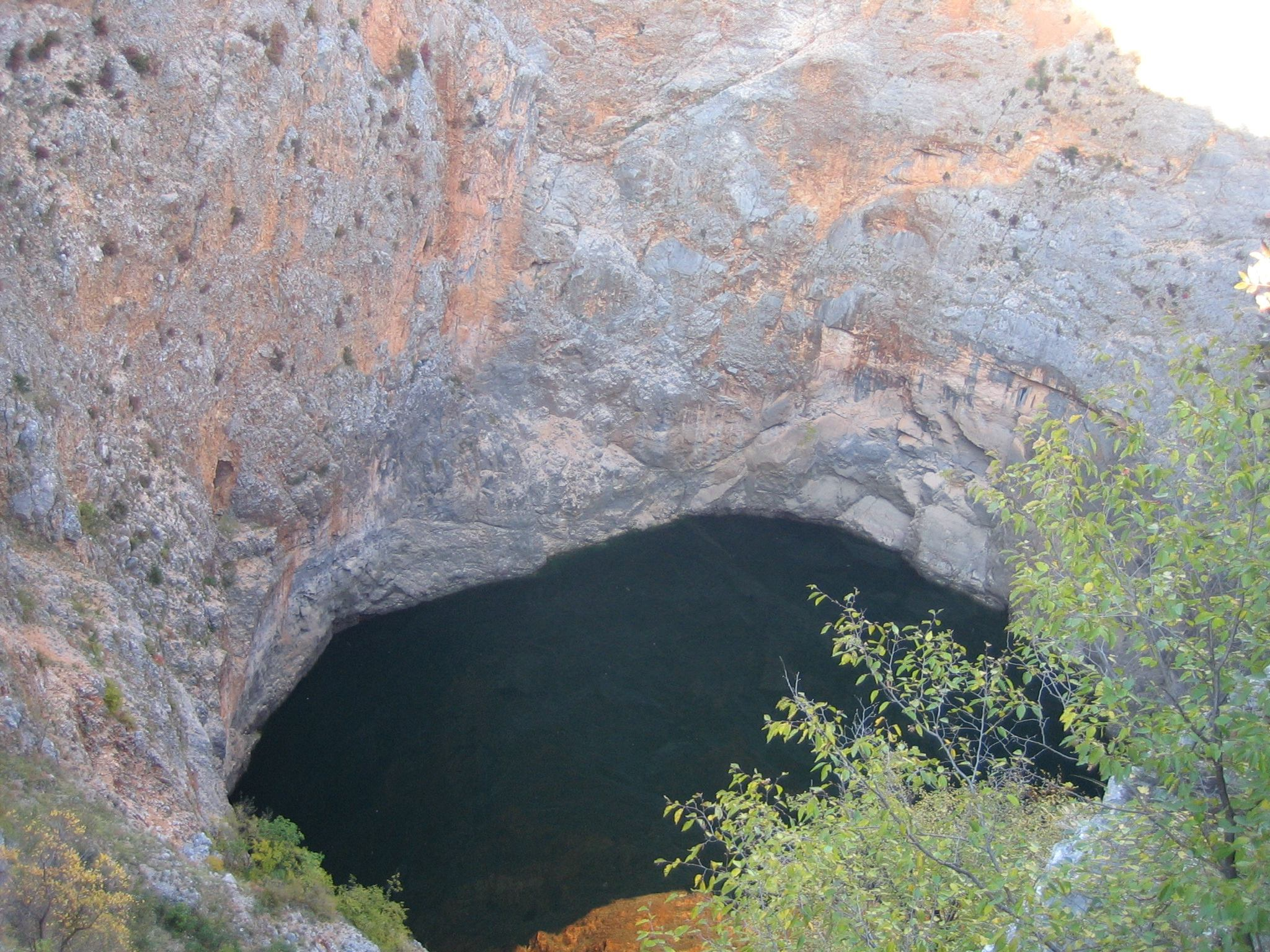
El lago Rojo en Croacia es de origen kárstico

En la erosión kárstica, el suelo calcáreo es susceptible de ser erosionado químicamente por aguas con algún contenido ácido, produciéndose depresiones o filtraciones subterráneas.
- Lago subterráneo, asociado a una cueva o caverna con filtración de aguas de un acuífero o un manantial, en donde se disuelven el techo de las grutas y se forman sumideros que se llenan de agua. Lagos subterráneos de este tipo se localizan en Serbia y en Yucatán, México, los de este último llamados cenotes.
- Lago kárstico, alojado en una depresión kárstica por disolución superficial de las calizas, como se ve en las Lagunas de Ruidera en Castilla-La Mancha, España.

### Lagos de corrimiento

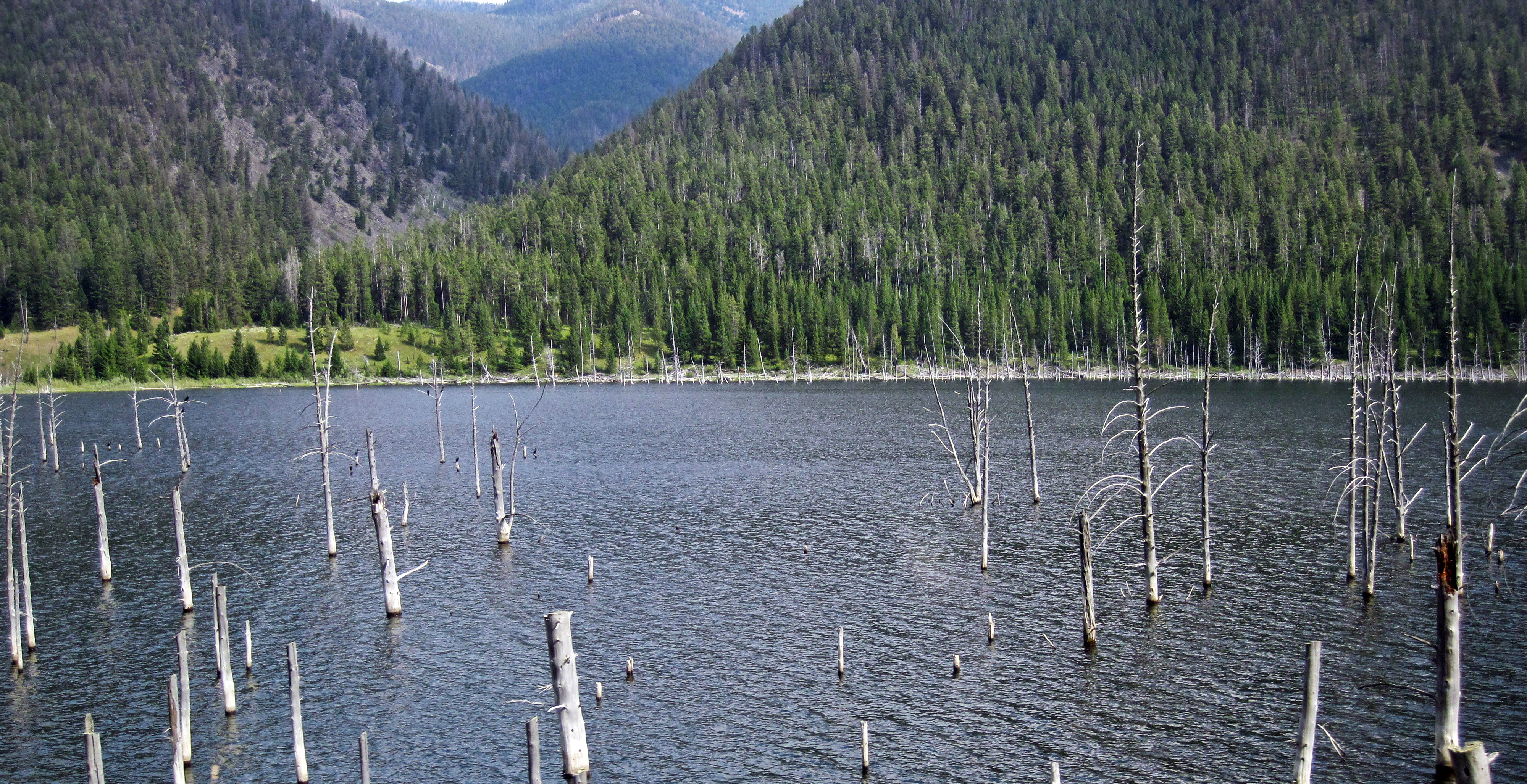
El lago Quake en Estados Unidos se formó tras un terremoto en 1959.

Un lago de corrimiento es creado por el bloqueo de un valle fluvial por flujos de lodo, aludes o aluviones. Tales lagos son más comunes en las regiones montañosas. Aunque estos lagos pueden ser grandes y bastante profundos, por lo general son de corta duración. Un ejemplo es el lago Quake, que se formó como resultado de deslizamientos de tierra ocurridos después del terremoto de Yellowstone de 1959, los cuales deformaron el anterior lago Hebgen.
La mayoría de este tipo de lagos desaparecen en los primeros meses después de su formación, pero una represa formada a propósito del deslizamiento de tierra puede colapsar repentinamente en una etapa posterior. En 1911, un terremoto provocó un deslizamiento de tierra que bloqueó un profundo valle en la región de la cordillera del Pamir de Tayikistán, formando el lago Sarez. La represa Usoi en la base del valle ha permanecido en el lugar durante más de 100 años, pero el terreno debajo del lago está en peligro de sufrir una inundación catastrófica si la represa falla durante un futuro terremoto.

### Lagos eólicos

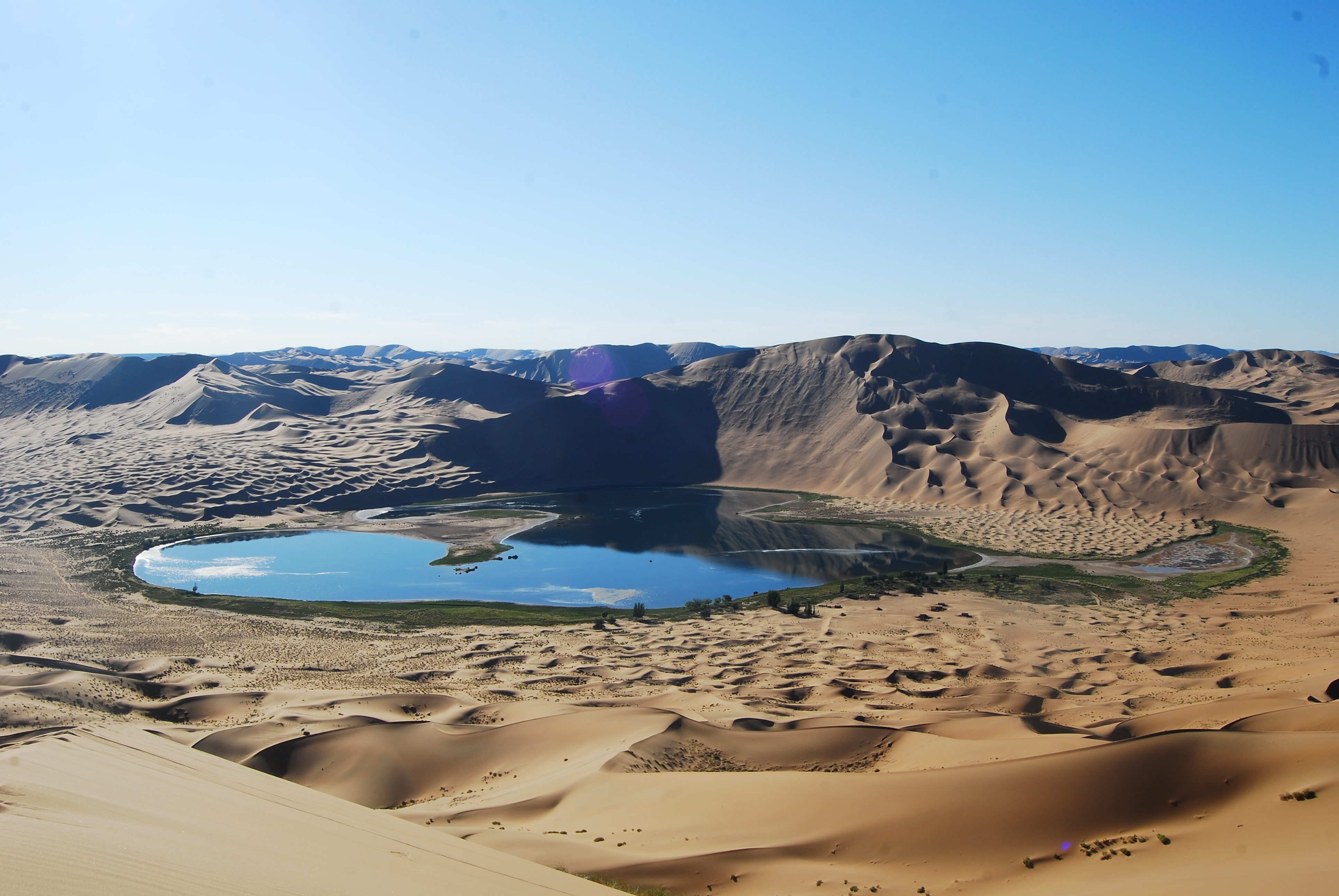
El lago Yinderitu, en medio del desierto de Badain Jaran en China, es un lago eólico interdunal

Los lagos eólicos se producen por la acción del viento. Estos lagos se encuentran principalmente en ambientes áridos, aunque algunos lagos eólicos son accidentes geográficos relictos indicativos de paleoclimas áridos. Los lagos eólicos consisten en cuencas lacustres represadas por arena arrastrada por el viento; lagos interdunales que se encuentran entre dunas de arena bien orientadas; y cuencas de deflación formadas por la acción del viento en paleoambientes previamente áridos. El lago Moses en Washington, Estados Unidos, era originalmente un lago natural poco profundo y un ejemplo de cuenca lacustre represada por arena arrastrada por el viento.
El desierto de Badain Jaran en China es un paisaje único de enormes dunas y lagos eólicos interdunales alargados, particularmente concentrados en el margen sureste del desierto.

### Lagos costeros

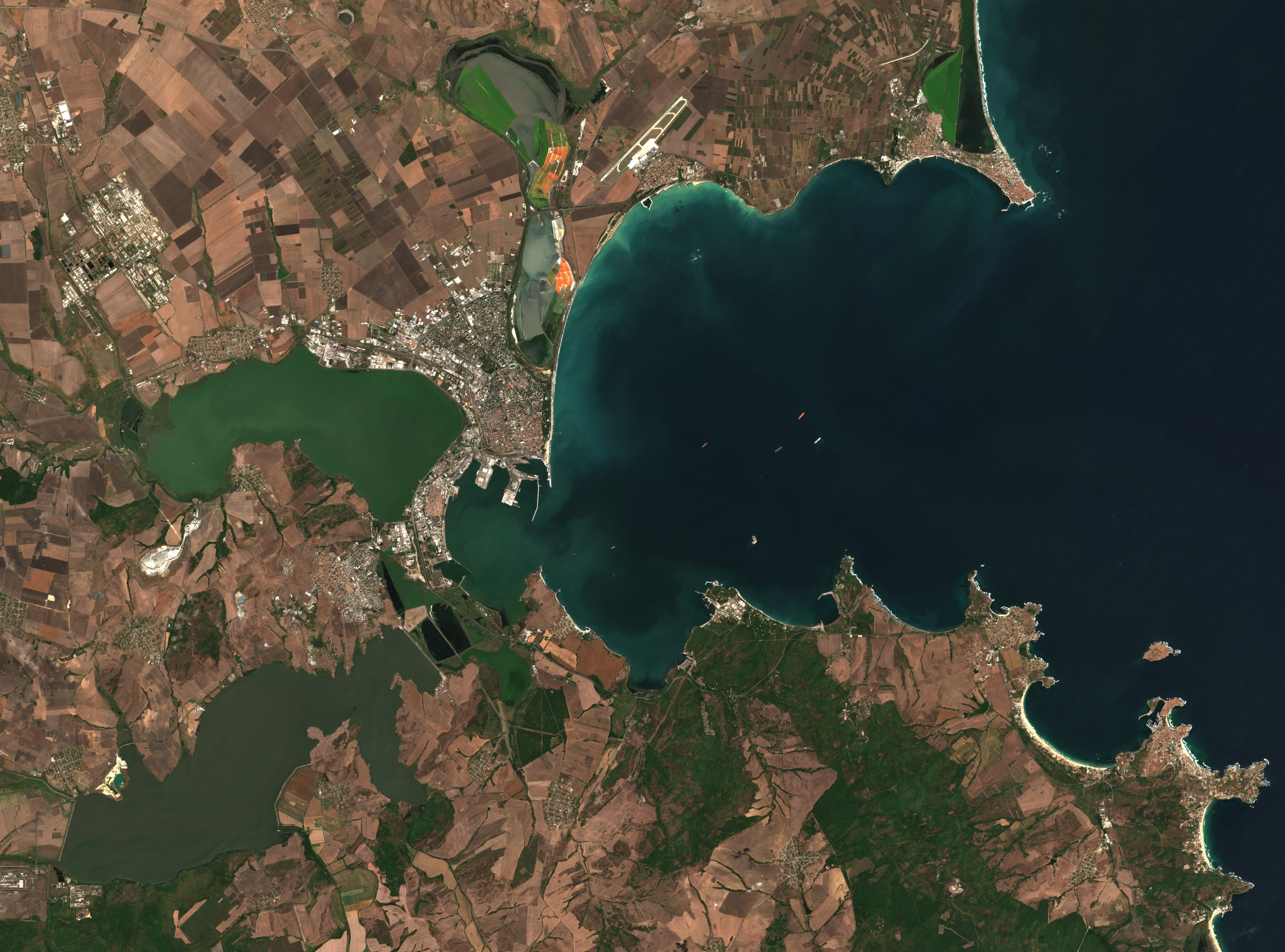
Vista satelital de los limanes de Burgas, conjunto de lagos costeros (izquierda) en el litoral del mar Negro (derecha) en Bulgaria

Los lagos costeros son generalmente lagos creados por el bloqueo de los estuarios o por la acumulación desigual de las crestas de las playas por las corrientes costeras y otras. Incluyen lagos costeros marítimos, normalmente en estuarios sumergidos; lagos encerrados por dos tómbolos o cordones litorales que conectan una isla con el continente; lagos separados de lagos más grandes por una barra; o lagos divididos por el encuentro de dos cordones.

### Lagos orgánicos
Los lagos orgánicos son lagos creados por la acción de plantas y animales. En general, son relativamente raros y de un tamaño bastante pequeño. Además, suelen tener características efímeras en relación con los otros tipos de lagos. Las cuencas en las que se encuentran los lagos orgánicos están asociadas con presas de castores, lagos de coral o represas formadas por la vegetación.
Los lagos de turba son una forma de lago orgánico. Se forman donde una acumulación de material vegetal parcialmente descompuesto en un ambiente húmedo deja la superficie con vegetación debajo del nivel freático durante un período sostenido de tiempo. A menudo son bajos en nutrientes y ligeramente ácidos, con aguas de fondo bajas en oxígeno disuelto.

### Lagos antropogénicos

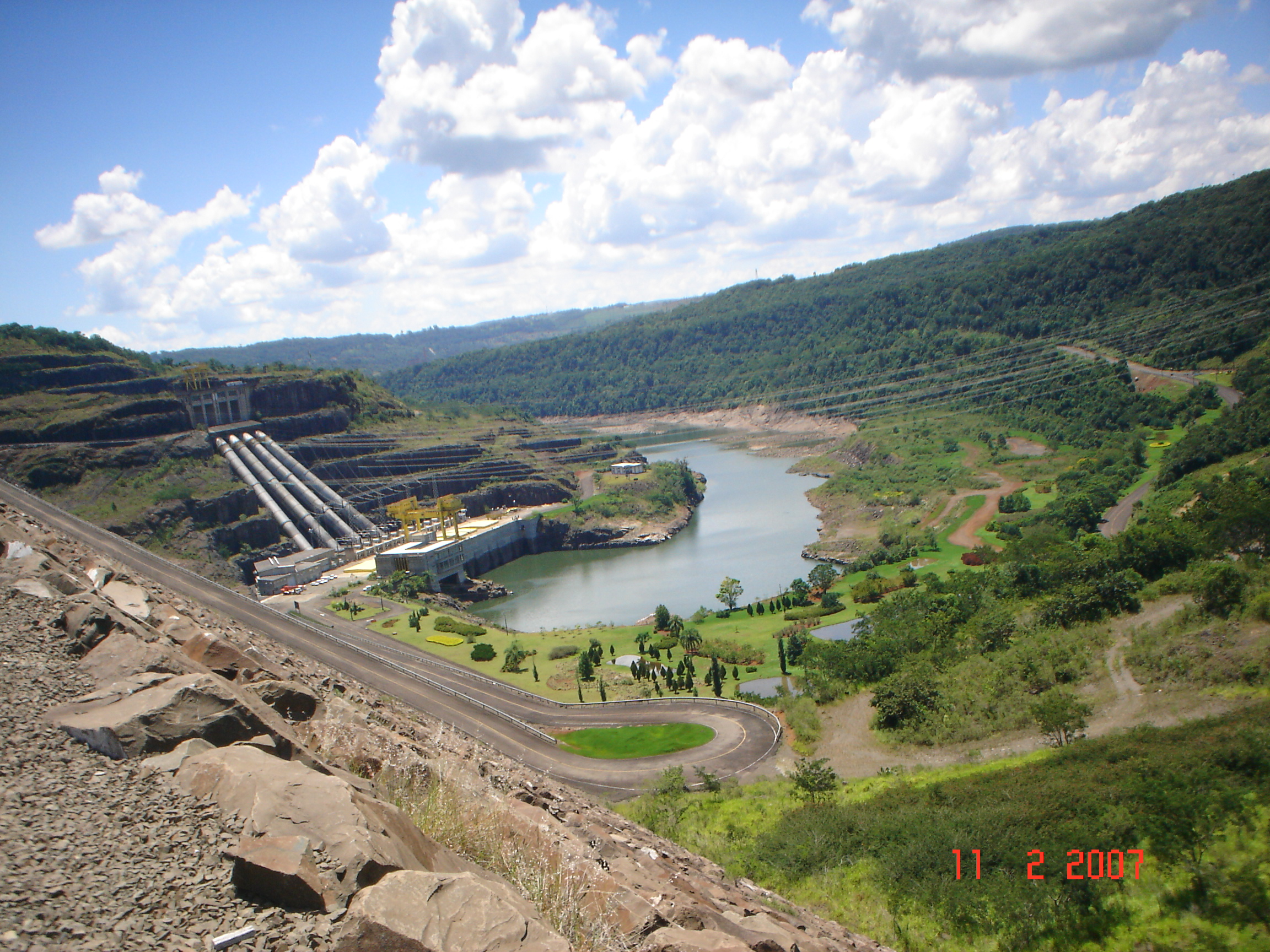
La represa de Salto Segredo en el río Iguazú

Los lagos antropogénicos se crean artificialmente como resultado de la actividad humana. Pueden estar formados por el represamiento intencional de ríos y arroyos o el subsiguiente relleno de excavaciones abandonadas con agua subterránea, precipitaciones o una combinación de ambos. Estos lagos artificiales se construyen para diversos fines como reservorio agrícola, fuente de agua potable, presa hidroeléctrica, prevención de crecidas, para facilitar la navegación, esparcimiento, deportes acuáticos y generalmente puede ser un embalse de usos múltiples. Ejemplos más conocidos son la Represa de Itaipú entre Brasil y Paraguay, Embalse de Guri en Venezuela, el Lago Apanás artificial en Jinotega, Nicaragua y la Presa de las Tres Gargantas en China.
La región de la Alta Silesia en el sur de Polonia contiene un distrito de lagos antropogénicos que consta de más de 4.000 masas de agua creadas por la actividad humana. Los orígenes diversos de estos lagos incluyen: embalses retenidos por presas, minas inundadas, cuerpos de agua formados en cuencas de hundimiento y hondonadas, estanques de dique y cuerpos de agua residual después de la regulación del río.

### Lagos meteoríticos

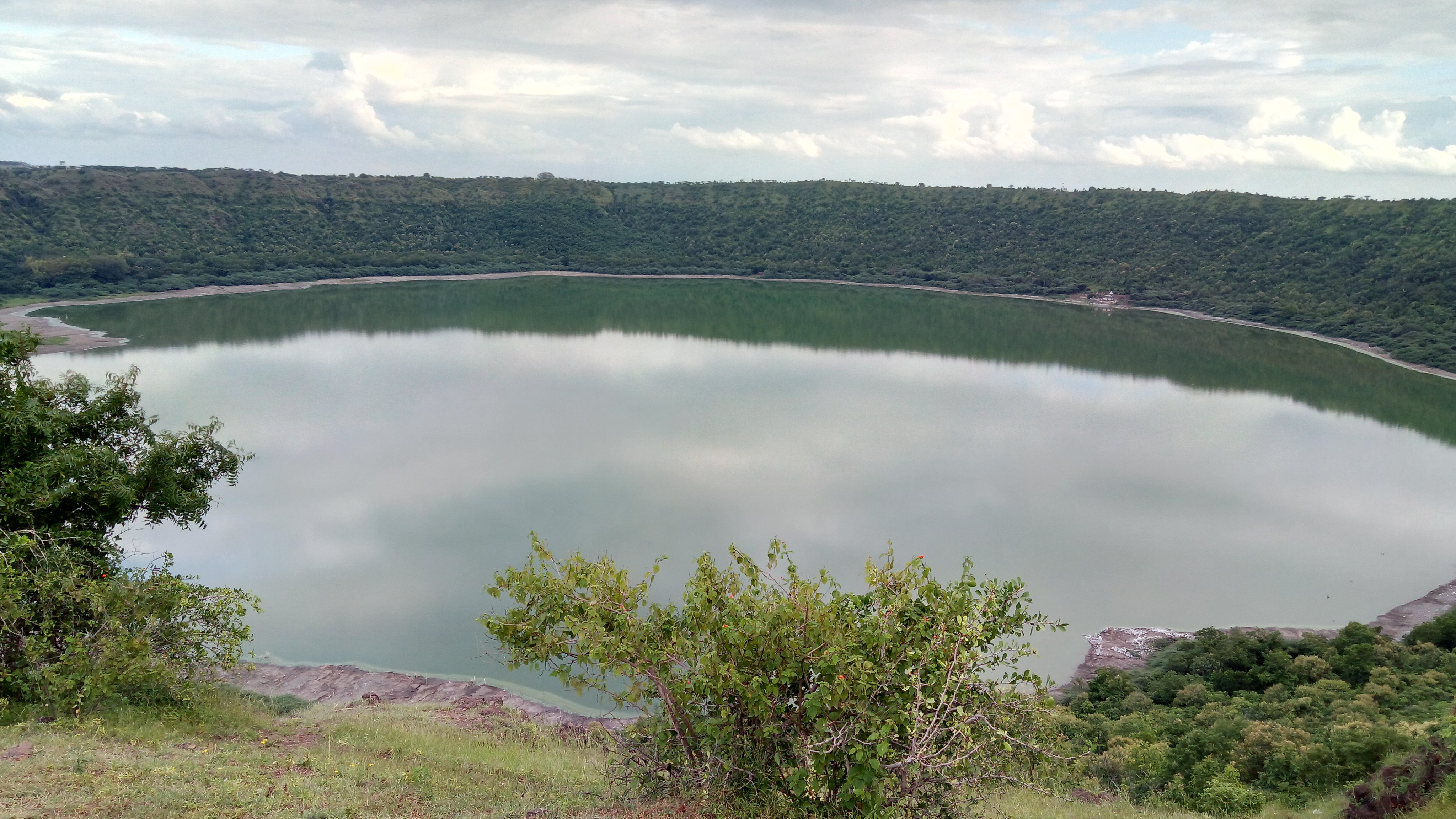
Lago Lonar, en India, formado por el impacto de un meteorito

Los lagos meteoríticos, también conocidos como lagos de cráteres (que no deben confundirse con los lagos de cráteres volcánicos), son creados por impactos catastróficos con la Tierra por parte de objetos extraterrestres (ya sean meteoritos o asteroides). Ejemplos de lagos meteoríticos son el lago Lonar en la India, el lago Elgygytgyn en el noreste de Siberia y el lago del cráter Pingualuit en Quebec (Canadá). Como en los casos de Elgygytgyn y Pingualuit, los lagos de meteoritos pueden contener depósitos sedimentarios únicos y científicamente valiosos asociados con largos registros de cambios paleoclimáticos.

### Lagos formados por fuerzas mixtas
Algunos ejemplos notables:
- Los Grandes Lagos de América del Norte se originan sobre fosas tectónicas en donde las fuertes glaciaciones impidieron su erosión y copamiento por sedimentos.
- El lago Titicaca en Bolivia y Perú, se originó por las mismas fuerzas tectónicas que levantaron las cordilleras occidental y oriental de los Andes y la depresión entre ellas que constituye la Meseta del Collao. A esto se suma el clima semiárido y árido propio de la cuenca endorreica Perú-Boliviana que minimiza el drenaje. Finalmente su altitud de 3812 m s. n. m. facilitó su congelamiento durante las glaciaciones e impidieron su relleno sedimentario.
- El mar Muerto se sitúa en la cuenca endorreica más baja del mundo con -416,5 m s. n. m., que a su vez está sobre la fosa tectónica responsable de esta depresión.

## Otras tipologías
Además de su formación, los lagos han sido nombrados y clasificados de acuerdo con varios otros factores importantes, como la estratificación térmica, la saturación de oxígeno, las variaciones estacionales en el volumen del lago y el nivel del agua, la salinidad de la masa de agua, la permanencia estacional relativa, el grado de salida, etcétera. Los nombres utilizados por el público en general y en la comunidad científica para los diferentes tipos de lagos a menudo se derivan informalmente de la morfología de las características físicas de los lagos u otros factores. 

### Estratificación térmica

Los lagos se estratifican en tres secciones separadas: Ⅰ. El epilimnio Ⅱ. El metalimnio
Ⅲ. El hipolimnio Las escalas se utilizan para asociar cada sección de la estratificación a sus profundidades y temperaturas correspondientes. La flecha se usa para mostrar el movimiento del viento sobre la superficie del agua.

François-Alphonse Forel, también conocido como el padre de la limnología, fue el primer científico en clasificar los lagos según su estratificación térmica. Su sistema de clasificación fue posteriormente modificado y mejorado por Hutchinson y Löffler. Como la densidad del agua varía con la temperatura, con un máximo de +4 grados centígrados, la estratificación térmica es una característica física importante de un lago que controla la fauna y la flora, la sedimentación, la química y otros aspectos individuales de los lagos. Primero, el agua más fría y densa normalmente forma una capa cerca del fondo, que se llama hipolimnio. En segundo lugar, normalmente sobre el hipolimnio hay una zona de transición conocida como metalimnion. Finalmente, sobre el metalimnio hay una capa superficial de agua más caliente con una densidad más baja, llamada epilimnio. Esta secuencia típica de estratificación puede variar ampliamente, según el lago específico o la época del año, o una combinación de ambos. La clasificación de los lagos por estratificación térmica presupone lagos con profundidad suficiente para formar un hipolimnio; en consecuencia, aquellos cuerpos de agua poco profundos están excluidos de este sistema de clasificación.

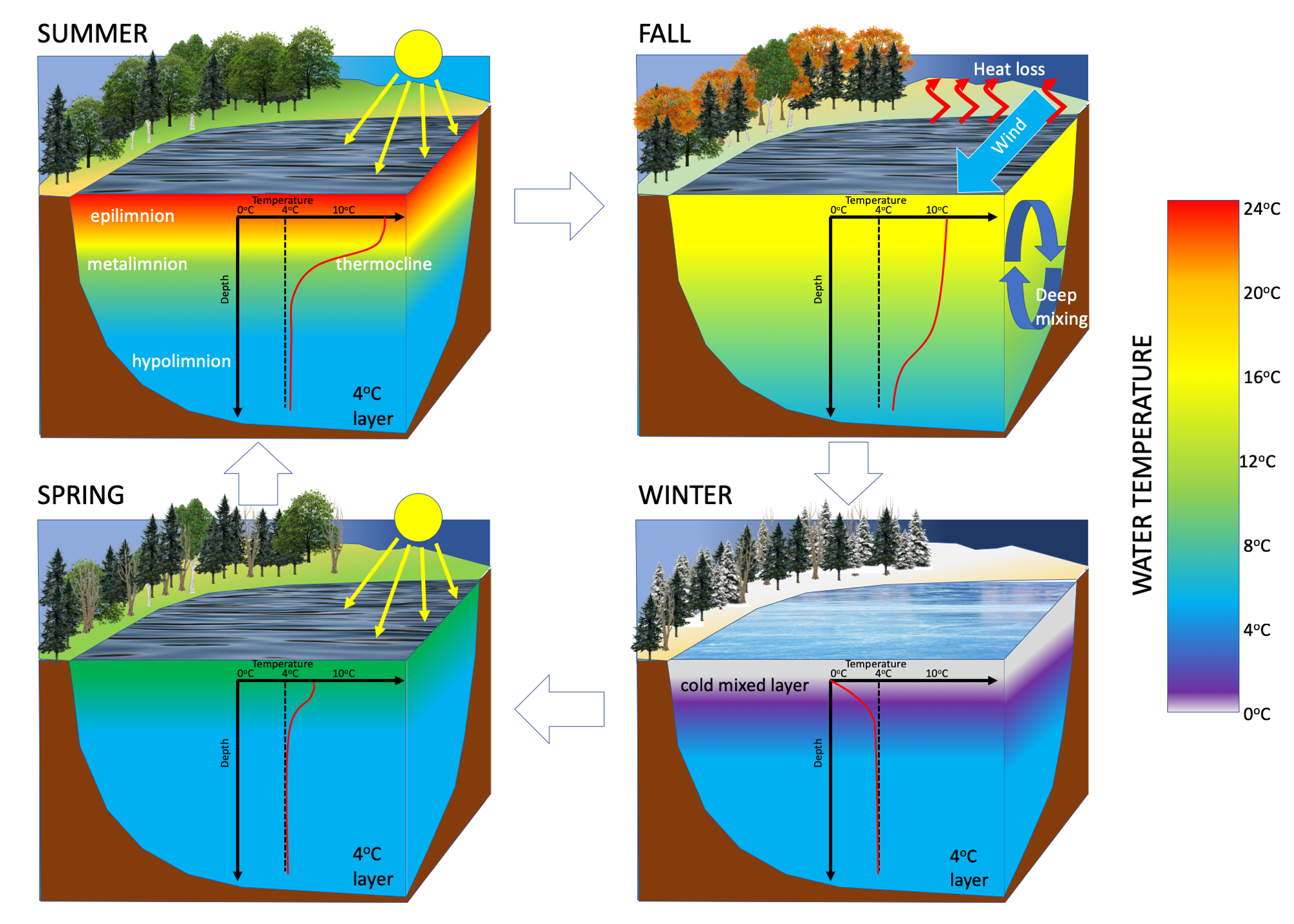
Ciclos estacionales de estratificación térmica en un lago dimíctico

Según su estratificación térmica, los lagos se clasifican como holomícticos, con una temperatura y densidad uniformes de arriba abajo en una época determinada del año, o meromícticos, con capas de agua de diferente temperatura y densidad que no se entremezclan. La capa más profunda de agua en un lago meromíctico no contiene oxígeno disuelto, por lo que no hay organismos aeróbicos vivos. En consecuencia, las capas de sedimentos en el fondo de un lago meromíctico permanecen relativamente intactas, lo que permite el desarrollo de depósitos lacustres. En un lago holomíctico, la uniformidad de temperatura y densidad permite que las aguas del lago se mezclen por completo. Según la estratificación térmica y la frecuencia de renovación, los lagos holomícticos se dividen en amícticos, lagos monomícticos fríos y cálidos, dimícticos, polimícticos y oligomícticos.
La estratificación de los lagos no siempre resulta de una variación en la densidad debido a los gradientes térmicos. La estratificación también puede resultar de una variación de densidad causada por gradientes de salinidad. En este caso, el hipolimnio y el epilimnio no están separados por una termoclina sino por una haloclina, que se suele denominar como quimioclina.

### Por variaciones temporales

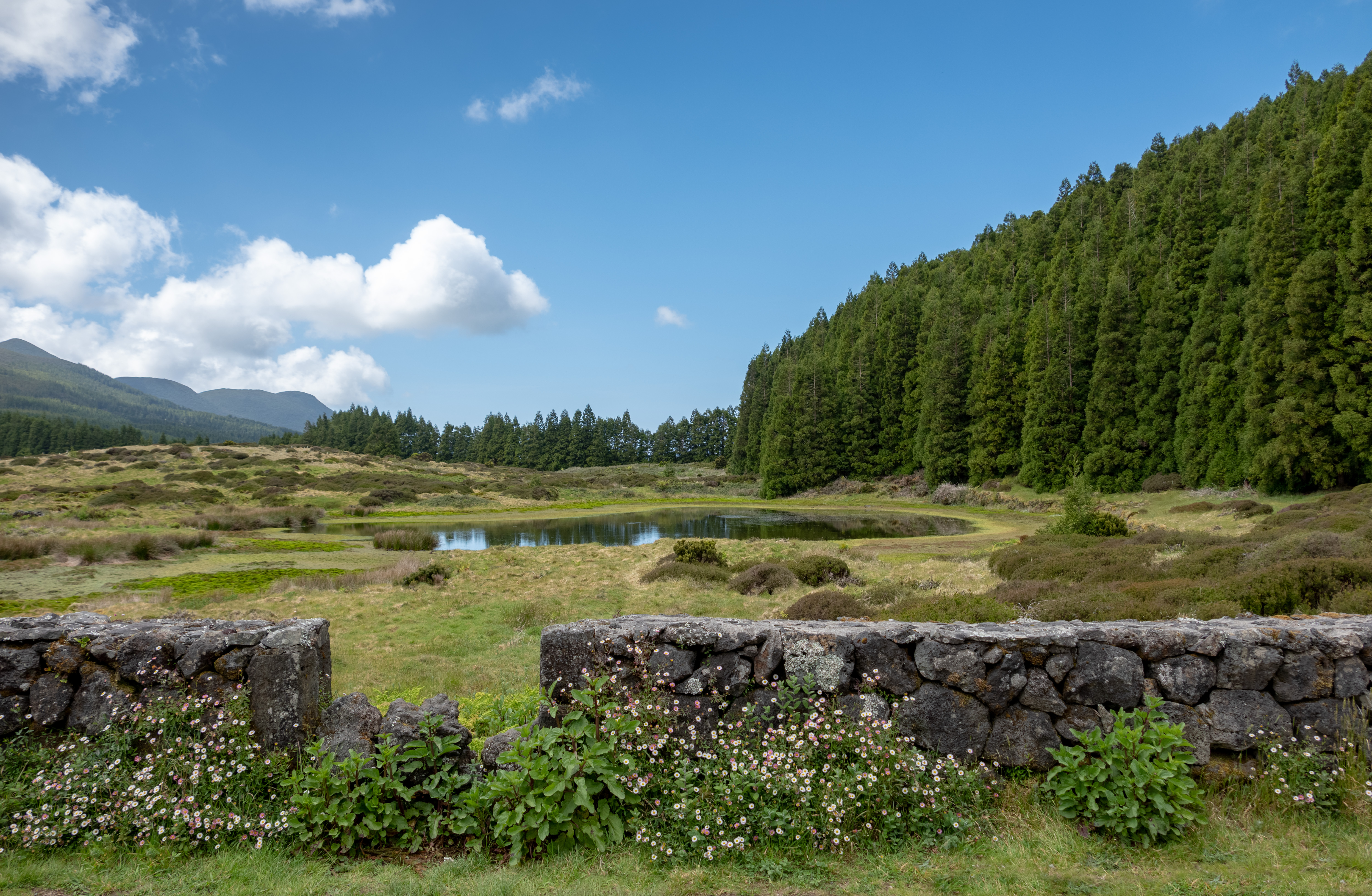
Lagoa do Negro, un lago efímero en la isla Terceira, Azores, Portugal

Los lagos se pueden clasificar informalmente de acuerdo con la variación estacional en su nivel y volumen. Algunos de los nombres incluyen:
- Lago efímero es un lago o laguna de corta duración.[40] Si se llena de agua y se seca (desaparece) estacionalmente se le conoce como laguna intermitente.[41] Suelen llenar llanuras planas como poljés.[42]
- Lago seco es un nombre popular para un lago efímero que contiene agua solo de forma intermedia a intervalos irregulares y poco frecuentes.[31][43]
- Lago perenne es un lago que tiene agua en su cuenca durante todo el año y no está sujeto a fluctuaciones extremas de nivel.[31][40]
- Lago tipo playa es un lago típicamente poco profundo e intermitente que cubre u ocupa una cuenca endorreica ya sea en temporadas húmedas o en años especialmente húmedos, pero luego se seca en una región árida o semiárida.[31][43]
- Vlei es un nombre usado en Sudáfrica para un lago poco profundo que varía considerablemente en nivel con las estaciones.[44]

### Química del agua

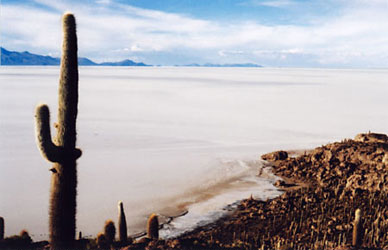
Salar de Uyuni, Bolivia

Los lagos pueden clasificarse y nombrarse informalmente de acuerdo con la química general de su masa de agua. 

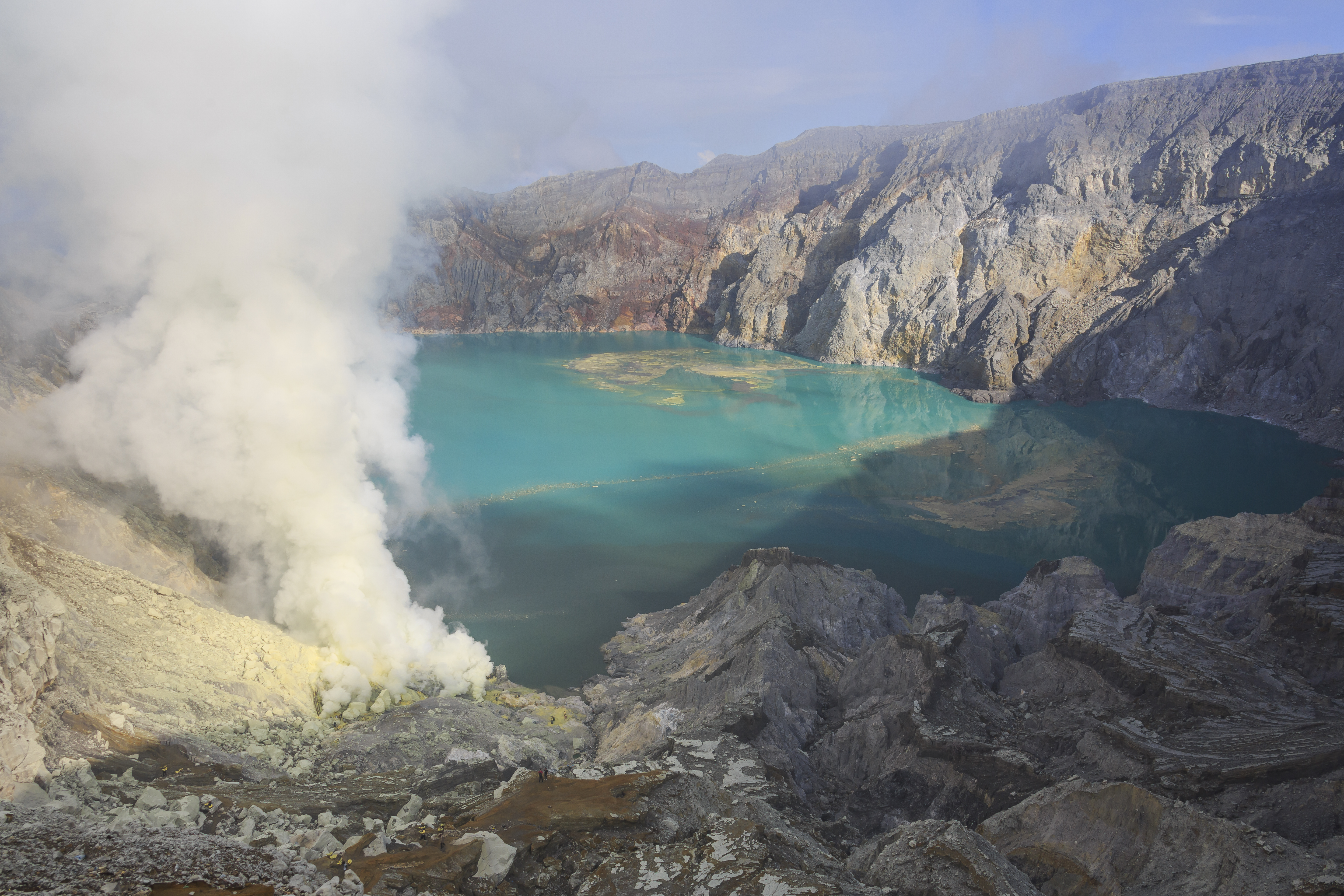
El lago del cráter del volcán Ijen, en Indonesia, tiene un pH de alrededor de 0,5 debido al ácido sulfúrico, convirtiéndolo en un lago ácido

El predominio del clima árido en una región, reduce o elimina la erosión fluvial permitiendo que una cuenca se mantenga cerrada y sin mecanismos de drenaje hacia los océanos. La aridez determina que el aporte de agua sea menor que la evaporación, lo que ocasiona que los lagos retengan sus sales. Según la salinidad pueden ser salados, salobres, hipersalinos o secos.
- Lago salado o lago endorreico a veces llamado mar interior, producido en una cuenca endorreica. Por ejemplo, el mar Caspio como el mayor lago del mundo, situado también en la mayor cuenca endorreica. Es una masa de agua interior situada en una región árida o semiárida, sin salida al mar, que contiene una alta concentración de sales neutras disueltas (principalmente cloruro de sodio). Otros ejemplos incluyen el Gran Lago Salado en Utah y el Mar Muerto en el suroeste de Asia.[31][43]
- Salina, laguna efímera salada en las cercanías de mares o también interiores. Muy usados para la extracción de sales.[31]
- Salar, lago superficial endorreico normalmente seco por la extrema aridez. Es una pequeña depresión natural poco profunda en la que el agua se acumula y se evapora, dejando un depósito de sal, o un lago poco profundo de agua salobre que ocupa una salina. Por ejemplo, el salar de Uyuni en Bolivia, que es el más grande del mundo.[31]
- Lago ácido, que contiene agua con un pH por debajo del neutro inferior a 6,5. Se considera que un lago es muy ácido si su pH cae por debajo de 5,5, lo que tiene consecuencias biológicas. Dichos lagos incluyen: lagos de fosas ácidas que ocupan minas y excavaciones abandonadas; lagos naturalmente ácidos de paisajes ígneos y metamórficos; turberas en las regiones septentrionales; lagos de cráter de volcanes activos e inactivos; y lagos acidificados por la lluvia ácida.[45][46][47]
- Laguna alcalina, también conocida como llanura alcalina o salina, es una característica salina poco profunda que se puede encontrar en áreas bajas de regiones áridas y en zonas de descarga de aguas subterráneas. Estas características se clasifican típicamente como lagos secos o playas, porque se inundan periódicamente por la lluvia o las inundaciones y luego se secan durante los intervalos más secos, dejando acumulaciones de salmuera y minerales evaporíticos.[31][43]

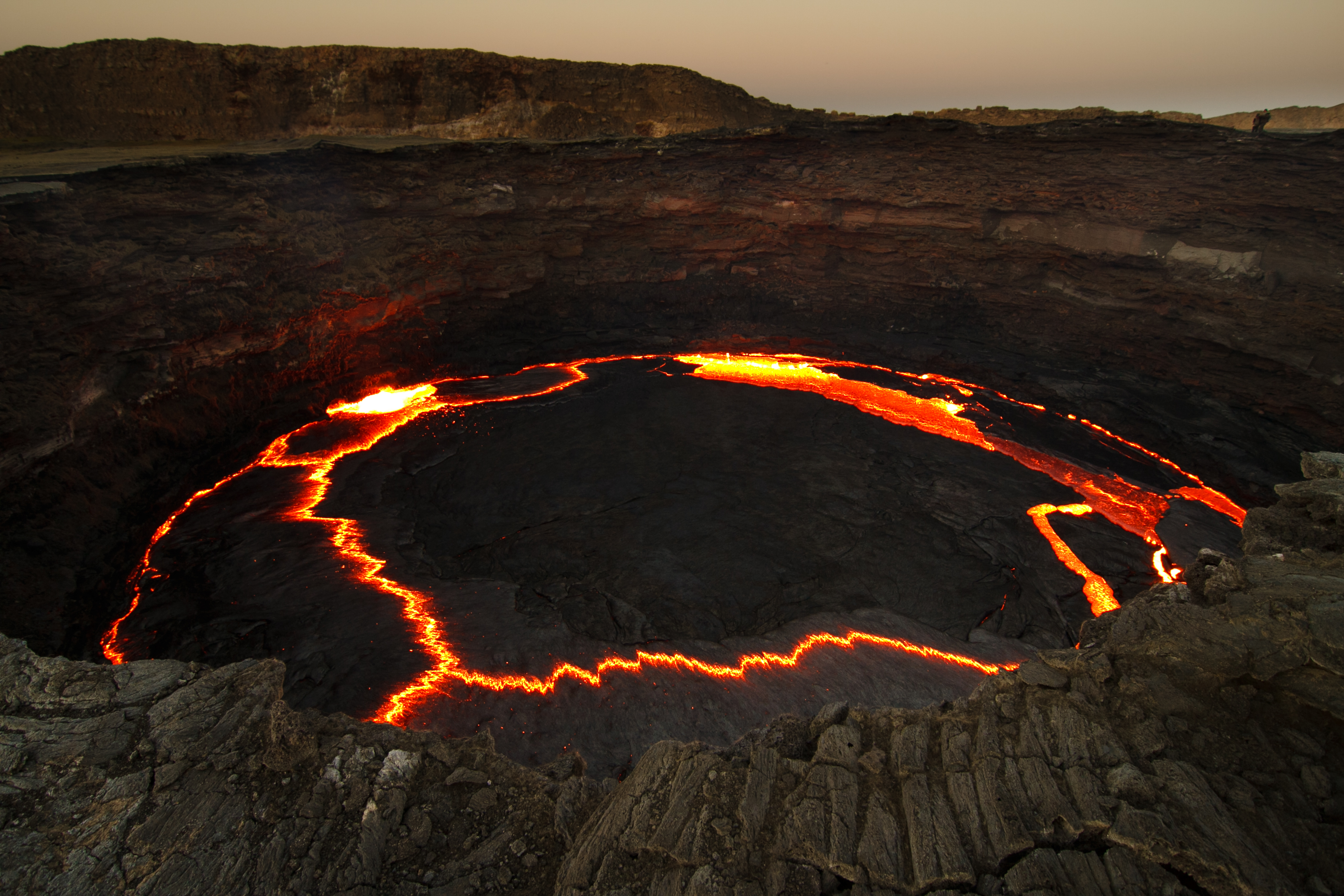
Lago de lava del Erta Ale, Etiopía

### Compuestos de otros líquidos
- Un lago de lava es un gran volumen de lava fundida, generalmente basáltica, contenida en un respiradero volcánico, un cráter o una amplia depresión.[48]
- Los lagos hidrocarbúricos son cuerpos de etano y metano líquidos que ocupan depresiones en la superficie de Titán. Fueron detectados por la sonda espacial Cassini-Huygens.[49]

## Dinámica

### Equilibrio hídrico
Los lagos son alimentados generalmente por uno o varios ríos aguas arriba, ya sea por surgencias, o por glaciares. El agua se drena de forma natural, principalmente por un río llamado emisario o también por evaporación. 
La mayoría de los lagos tienen al menos un desaguadero natural en forma de río o arroyo, que mantienen el nivel promedio del lago al permitir el drenaje del exceso de agua. Algunos lagos no tienen un desaguadero natural y pierden agua únicamente por evaporación o filtración subterránea, o ambas, los cuales se denominan lagos endorreicos.

### Corrientes
Aunque estancada, el agua de los lagos tiene movimientos internos. Además de las corrientes creadas por los ríos, aguas arriba o aguas abajo, y los manantiales subterráneos, pueden producirse olas provocadas por diversas causas, como la acción del viento sobre la superficie del agua. Además, los lagos están sujetos a una serie de movimientos, auténticos desplazamientos del agua de un lado a otro del lago, observables como depresiones reales de una parte en la otra costa.
Por último, las diferentes capas de agua se mueven en profundidad debido a las diferencias de temperatura, en función de la profundidad, del día y de las estaciones.

### Estratos
Los lagos están más o menos estratificados térmicamente, en función del pH, del oxígeno y ecológicamente. Esta estratificación, que puede estar sujeta a importantes variaciones estacionales, pueden ser registrada en los sedimentos, así como los niveles de ciertos contaminantes. Algunos moluscos (caracoles y bivalvos), en función de si colonizan o no la zona profunda de los lagos pueden ser indicadores de fenómenos de anoxia o de toxicidad de los fondos.

### Deformación y disminución de los lagos
Por otro lado, a medida que se abren ciertas fallas, algunos lagos desaparecen completamente. Así como los conformó el suelo, este también puede borrarlos. Los ríos arrastran sedimentos que consiguen colmatar y rellenar de lodo los lagos. Además, la proliferación de ciertas plantas, como el lirio acuático, los obstruye por completo. 
Un estudio publicado por Science en 2023, estudió cómo el cambio climático y las actividades humanas amenazan cada vez más a los lagos. Tras analizar los 1972 lagos más grandes del mundo utilizando tres décadas de observaciones satelitales, datos climáticos y modelos hidrológicos, se encontraron disminuciones estadísticamente significativas en el almacenamiento de agua lacustre para el 53% de estos cuerpos de agua durante el periodo 1992-2020. La pérdida neta de volumen en los lagos naturales se atribuye en gran medida al calentamiento global, al aumento de la demanda por evaporación y al consumo humano de agua, mientras que la sedimentación domina las pérdidas por almacenamiento en los embalses.

## El ecosistema lacustre
Es un sistema dinámico que evoluciona lentamente con el tiempo y el clima. Durante miles y millones de años, los sedimentos se van depositando en el fondo de los lagos, acumulándose en espesores de metros hasta decenas de metros. Al mismo tiempo, los pantanos o los cinturones de vegetación boscosa pueden colonizar la parte central. Un lago con el tiempo se puede rellenar, y no funcionar ya más que como un estanque, después se convierte en un pantano y más tarde puede llegar a ser un bosque húmedo (en las zonas que siguen teniendo bastante humedad).
A medida que el lago es más profundo, más importante es la inercia térmica y química de la masa de agua. Por el contrario, algunos grandes cuerpos de aguas superficiales como los lagos poco profundos son muy sensibles y responden inmediatamente a los cambios ambientales (clima, hidrología, contaminación, las actividades humanas). Esto es aplicable también, pero a otras escalas a los estanques y los mares.
Los lagos relativamente cerrados son vulnerables a ciertas especies invasoras cuando han sido introducidas en ellos (intencionalmente o no).

### Biología lacustre
Hasta una profundidad de cien metros, las aguas superficiales, bien dotadas de luz, calor, oxígeno y elementos nutritivos, suelen presentar una gran riqueza de plancton, mientras que en las aguas profundas predominan las bacterias. Las zonas litorales presentan vegetación sumergida o semisumergida. En lo que respecta a la fauna, esta se adapta, en general, a las condiciones climáticas, la salinidad y las corrientes.

## Uso humano

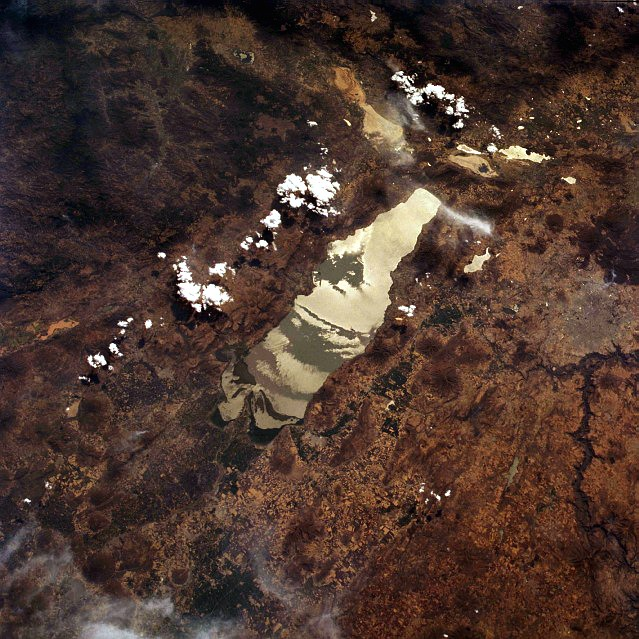
Lago de Chapala, fuente de abastecimiento de agua potable de la zona conurbada de Guadalajara, México.

La civilización moderna ha generado grandes trastornos en los sistemas ecológicos de muchos lagos. El uso de aguas lacustres para el consumo humano, regadíos, producción de energía eléctrica, transporte y actividades recreativas se ha llevado a cabo frecuentemente sin las debidas medidas de precaución para preservar la riqueza biológica. 

## Los lagos más extensos del planeta
| Nombre                                                     | Extensión km² |
| Mar Caspio (Azerbaiyán-Irán-Kazajistán-Rusia-Turkmenistán) | 371 000       |
| Superior (Estados Unidos y Canadá)                         | 82 414        |
| Victoria (Uganda, Tanzania y Kenia)                        | 69 485        |
| Hurón (Estados Unidos, Canadá)                             | 59 596        |
| Míchigan (Estados Unidos)                                  | 57 750        |
| Tanganica (Burundi-Tanzania-Zaire-Zambia)                  | 32 893        |
| Baikal (Rusia)                                             | 31 500        |
| Gran Lago del Oso (Canadá)                                 | 31 080        |
| Malaui o Niasa (Malaui-Mozambique-Tanzania)                | 30 044        |
| Gran Lago del Esclavo (Canadá)                             | 28 930        |
| Erie (Canadá-Estados Unidos)                               | 25 719        |
| Winnipeg (Canadá)                                          | 23 553        |
| Ontario (Canadá-Estados Unidos)                            | 19 477        |
| Baljash (Kazajistán)                                       | 18 428        |
| Ládoga (Rusia)                                             | 17 700        |